# Drăgănești (okręg Neamț)
Drăgănești – wieś w Rumunii, w okręgu Neamț, w gminie Drăgănești. W 2011 roku liczyła 634 mieszkańców.